# Мария Беатриче Савойская
Мари́я Беатри́че Викто́рия Джузеппи́на Саво́йская (итал. Maria Beatrice Vittoria Giuseppina di Savoia; 6 декабря 1792, Турин, Сардинское королевство — 15 сентября 1840, замок Катайо близ Батталья-Терме, Моденское герцогство) — принцесса Савойского дома, дочь сардинского короля Виктора Эммануила I, жена моденского герцога Франциска IV. Дама Благороднейшего ордена Звёздного креста.

## Биография

### Детство и юность
Мария Беатриче родилась в Турине 6 декабря 1792 года. Она была первым ребёнком в семье принца Виктора Эммануила Савойского, в то время герцога Аосты  и Марии Терезы Габсбург-Эсте, эрцгерцогини Австрии. Её дедушками и бабушками по линии отца были Виктор Амадей III, король Сардинии и инфанта Мария Антония Испанская, а по линии матери Фердинанд Карл Габсбург, эрцгерцог Австрии, принц Венгрии и Чехии и Мария Беатриче д’Эсте, герцогиня Массы и княгиня Каррары. Сразу после рождения ей был присвоен титул принцессы Савойской. В крещении она получила имена Марии Беатриче Виктории Джузеппины.
Детство и юность принцессы пришлись на годы войн в Европе, спровоцированных Великой Французской революцией. Казнённый Людовик XVI, король Франции, был братом Марии Клотильды Французской, тёти Марии Беатриче, супруги её дяди Карла Эммануила Савойского, принца Пьемонта. Сардинское королевство заключило союз с Великобританией и Австрийской империей против Франции, но армия последней, под командованием Наполеона Бонапарта, разбила войска коалиции в Италии. Вскоре после Парижского мирного договора, невыгодного для Сардинского королевства, Виктор Амадей III умер. Новым монархом под именем Карла Эммануила IV стал старший брат отца принцессы.
6 декабря 1798 года, в шестой день рождения Марии Беатриче, армия директории под командованием Бартелеми Жубера вторглась в Сардинское королевство. Франция оккупировала владения Савойского дома на континенте. Вместе с королём и королевой двор отправился в изгнание. Так, Мария Беатриче сначала оказалась в Парме, затем во Флоренции при дворе двоюродного дяди по линии матери, Фердинанда III, великого герцога Тосканы. В феврале 1799 года, когда армия первой республики под командованием Наполеона Бонапарта заняла Флоренцию, двор Сардинского королевства переехал в Кальяри. Остров Сардиния остался единственным владением Савойского дома, не оккупированным Францией. Следующие тринадцать лет, вплоть до замужества, Мария Беатриче прожила в Кальяри на Сардинии, где была воспитана матерью в уважении к католической религии и получила классическое домашнее образование.

### Герцогиня Модены и Реджо
В 1810 году Франциск Габсбург-Эсте попросил руки Марии Беатриче, дочери Виктора Эммануила, который к тому времени уже как десять лет был королём Сардинии под именем Виктора Эммануила I. Мария Беатриче приходилась Франциску племянницей. Её мать была его родной сестрой. Опасаясь греха кровосмешения, против этого брака выступила мать жениха и одновременно бабушка невесты. Она обратилась за вердиктом к римскому папе Пию VII, который, несмотря на близкое родство, дал разрешение на заключение этого брака.
Церемония венчания Марии Беатриче и Франциска прошла 20 июня 1812 года в соборе Успения Божией Матери и Святой Цецилии в Кальяри. Некоторое время молодожёны оставались на Сардинии. 15 июля 1813 года они отправились в путешествие по воде. По пути побывали на островах Закинф и Лисса, в городах Фиуме и Триест, откуда уже по суше прибыли в Вену.

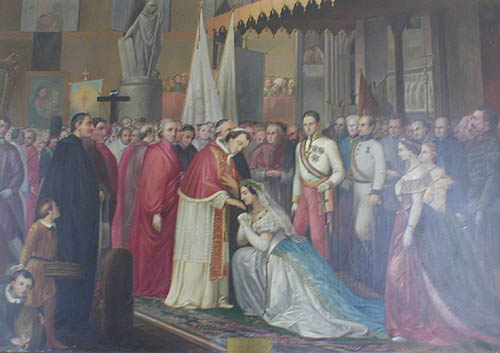
«Визит Пия VII в Модену» Мундичи, Джеминиано (1857)

14 июля 1814 года Франциск, как внук по линии матери Эрколе III, последнего герцога Модены и Реджо из рода д’Эсте, подтвердил свои права на все владения деда. Он стал герцогом Модены и Реджо, принцем Карпи, принцем Мирандолы и Конкордии под именем Франциска IV, а его жена Мария Беатриче стала герцогиней. Торжественно въехав в Модену 15 июля того же года, супруги поселились в герцогском дворце, ставшем их официальной резиденцией. Спустя почти год, 4 апреля 1815 года Марии Беатриче снова, как в детстве, пришлось бежать от армии Франции, на этот раз под командованием Иоахима Мюрата, вторгшейся в Моденское герцогство во время Ста дней. Но уже 15 мая 1815 года вместе с мужем она вернулась обратно.
Став герцогиней, Мария Беатриче уделяла особое внимание делам милосердия, покровительствовала церковным учреждениям. 24 мая 1815 года, накануне праздника Тела Христова, чету монархов в Модене посетил благословивший их брак папа римский Пий VII.
Последним серьёзным потрясением для герцогини стали события 3—5 февраля 1831 года в Модене, когда ей вместе с детьми пришлось уже в третий раз оставить дом и бежать. В Моденском герцогстве была предпринята попытка государственного переворота карбонариями, получавшими инструкции из Франции. Беженцев приняла в Гориции сестра герцогини эрцгерцогиня Мария Анна Савойская, жена эрцгерцога Фердинанда Австрийского. Мария Беатриче была возведена в дамы Благороднейшего ордена Звёздного креста. Вскоре восстание было подавлено при поддержке армии Австрийской империи, и она вернулась к мужу в Модену.

### Якобитская претендентка
Мария Беатриче являлась потомком Карла I Стюарта через его младшую дочь Генриетту Анну, дочь которой Анна Мария Орлеанская, жена Виктора Амадея II, первого короля Сардинии, была её прапрабабушкой. В 1701 году парламентом Англии был принят «Акт о престолонаследии», отстранявший от престолонаследия потомков Стюартов, исповедовавших католичество. Сторонники последних образовали партию якобитов, по имени короля Якова II, изгнанного протестантами во время Славной революции.
Мария Беатриче как старшая дочь Виктора Эммануила I и племянница Карла Эммануила IV, умершего бездетным, унаследовала от отца и дяди права на престолы Англии, Шотландии, Ирландии и Франции, завещанные Савойскому дому кардиналом Генри Бенедиктом Стюартом, герцогом Йоркским, последним легитимным правителем королевств из династии Стюартов. В престолонаследии якобитов Мария Беатриче была Марией III, королевой Англии, Ирландии и Франции и Марией II, королевой Шотландии. Эти права затем перешли к её сыну, Франциску V Габсбург-Эсте, в престолонаследии якобитов Франциску I, последнему герцогу Модены и Реджо, который передал их своим потомкам.

### Последние годы и смерть
В последние годы жизни герцогскому дворцу в Модене Мария Беатриче предпочитала замок в Катайо, служивший летней резиденцией для правившей династии. Здесь, на построенной Франциском IV роскошной вилле, названной ими «Новым замком», они принимали монарших гостей и друзей. 
Испытания, пережитые за годы изгнаний герцогиней, имевшей к тому же слабое сердце, стали причиной её преждевременной смерти. Мария Беатриче Савойская умерла от сердечной недостаточности 15 сентября 1840 года в замке Катайо. Она была похоронена в усыпальнице д’Эсте в церкви Святого Викентия в Модене.

## Брак, титулы, потомство
В Кальяри 20 июня 1812 года был заключён брак между Марией Беатриче, принцессой Савойской и Сардинской и Франциском IV (6.10.1779 — 21.1.1846), эрцгерцогом Австрийским, герцогом Модены и Реджо, герцогом Массы и Каррары, князем Карпи, князем Мирандолы и Конкордии, сыном Фердинанда Карла, эрцгерцога Австрийского, принца Венгерского и Чешского, номинального герцога Модены и Реджо и Марии Беатриче, принцессы Моденской, герцогини Массы и княгини Каррары. В этом браке родились четверо детей:
- Мария Тереза (14.7.1817 — 25.3.1886), эрцгерцогиня Австрийская и принцесса Моденская, супруга принца Генриха Французского (29.9.1820 — 24.8.1883), герцога Бордо и графа Шамбора, претендента на трон Франции и Наварры под именем Генриха V;
- Франциск V (1.6.1819 — 20.11.1875), эрцгерцог Австрийский, герцог Модены и Реджо, герцог Массы и Каррары, герцог Гвасталлы, князь Карпи, князь Мирандолы и Конкордии, женился на принцессе Адельгунде Баварской (19.3.1823 — 28.1.1914);
- Фердинанд Карл (20.8.1821 — 15.12.1849), эрцгерцог Австрийский и принц Моденский, женился на эрцгерцогине Елизавете Франциске Австрийской (17.1.1831 — 14.2.1903);
- Мария Беатриче (13.2.1824 — 18.3.1906), эрцгерцогиня Австрийская и принцесса Моденская, супруга инфанта Хуана Карлоса Испанского (15.5.1822 — 18.11.1887), графа Монтисон, претендента на трон Испании под именем Хуана III и претендента на трон Франции и Наварры под именем Жана III[19].

Титул Марии Беатриче после замужества: эрцгерцогиня Австрийская, герцогиня Модены и Реджо, герцогиня Массы и Каррары, княгиня Карпи, княгиня Мирандолы и Конкордии. В кругу якобитов рассматривается как королева Шотландии под именем Марии II и королева Англии, Ирландии и Франции под именем Марии III.